# Musée Lermontov
Le musée-réserve d'État de Mikhaïl Iourievitch Lermontov (en russe : Государственный музей-заповедник М. Ю. Лермонтова), ou plus simplement musée Lermontov, est un musée-réserve et maison-musée de la ville de Piatigorsk, dans le kraï de Stavropol en Russie. Fondé en 1912 par la Société caucasienne des mines, il est ouvert dans la maison où le poète et romancier russe Mikhaïl Lermontov a résidé lors de son exil dans le Caucase. Initialement consacrée à Mikhaïl Lermontov, il a depuis acquis des d'autres maisons de personnes liées aux poètes, ainsi que d'autres œuvres de personnes proches.
Pour accompagner une politique soutenue d'expositions temporaires depuis la fin des années 1970, le musée fait l'objet d'une attention particulière des autorités. Depuis 1973, il est un musée-réserve, et en 1995 il est classé objet patrimonial culturel d'importance fédérale. Aujourd'hui, le musée est visité par environ 130 000 personnes annuellement, et plus de 3 000 excursions y sont organisées. Chaque année, le musée est visité par environ 30 000 étudiants des écoles, lycées, universités de la région et de plus loin.
Ses collections sont sûrement les plus riches concernant l'auteur, possédant environ 60 000 objets de tous les thèmes concernant l'artiste, allant d'archives, de vêtements, de costumes jusqu'aux fournitures, poèmes, ainsi qu'une balle similaire ayant servi à tuer Mikhaïl Lermontov lors de son duel face à Nikolaï Martynov le 15 juillet 1841 (27 juillet dans le calendrier grégorien). Sa bibliothèque est elle aussi riche, et ses scientifiques coopèrent avec des institutions fédérales et régionales. Le musée est source de vie culturelle, organisant chaque année de nombreux évènements, soirées, bals et autres, dont une le jour de l'anniversaire de sa mort.

## Histoire du musée

### Contexte

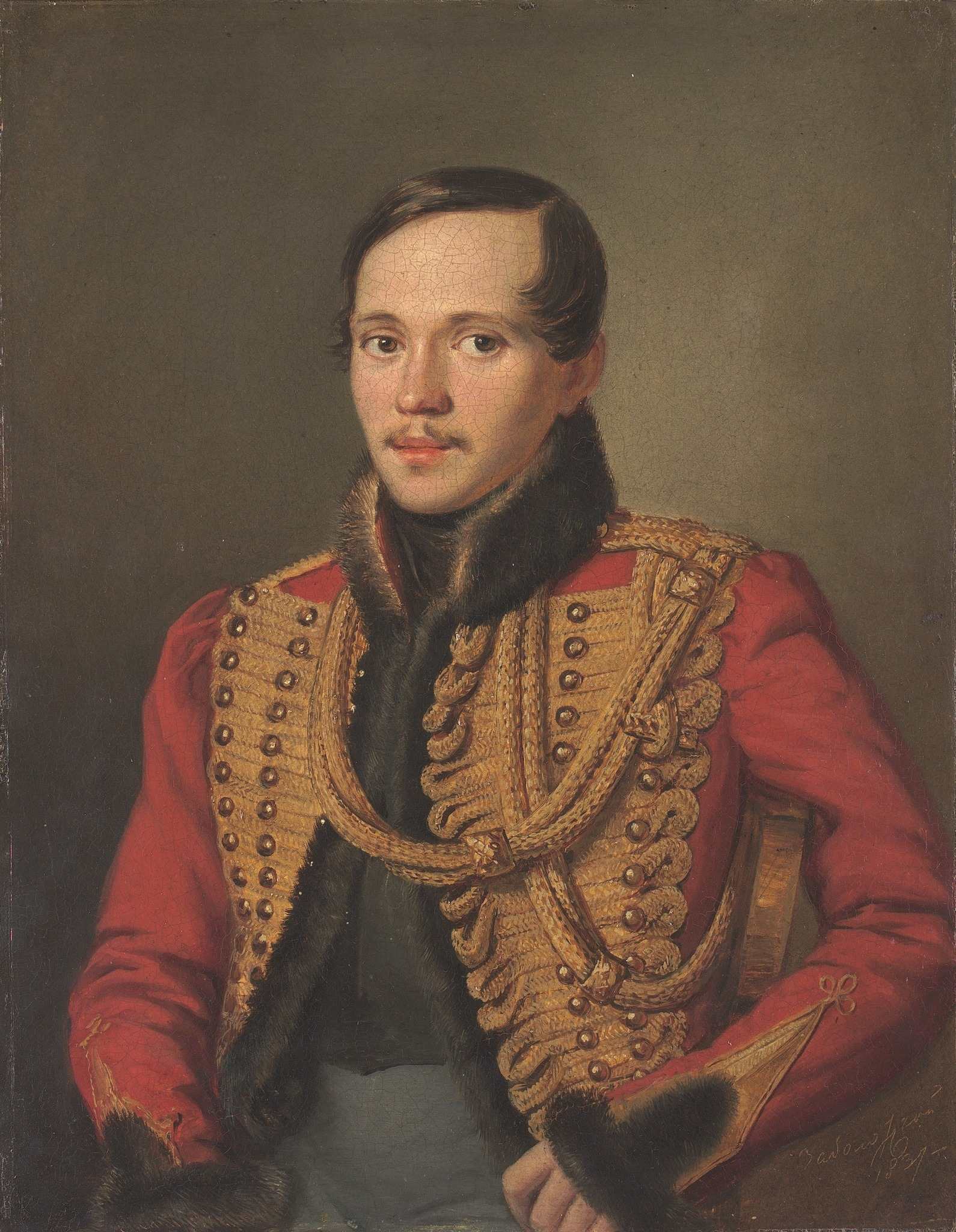
Portrait du poète Mikhail Iourievitch Lermontov, Piotr Iefimovitch Zabolotski, huile sur carton, 1930, Galerie Tretiakov, Moscou.

Mikhaïl Lermontov est un poète, peintre, romancier et dramaturge russe, souvent appelé le « poète du Caucase », et plus grande figure du romantisme russe, ainsi que militaire dans le Régiment de hussards de la Garde impériale. Lermontov arriva pour la dernière fois, à Piatigorsk, lors de son second exil, le 14 mai 1841 (26 mai dans le calendrier grégorien). Avec son ami et parent Andreï Stolypine (ru), il loua une petite maison sur le territoire du domaine Oumanov. La petite maison, une mazanka typique blanche avec un toit de chaume, possède un jardin. Elle fut construite par le major de défilé Vassili Tchilaïev, un militaire à la retraite, après qu'il eu acheté une partie du domaine.
Même avant l'arrivée en 1841 de Mikhaïl Lermontov, la maison a été le lieu de séjour en 1839 de Dmitri Oznobichine (ru), poète, écrivain, historien local et traducteur russe, en y écrivant ses romans du « Cycle Caucasien »,.
En mai 1841, une note est apparue dans le livre de la maison de Tchilaïev : « 100 roubles d'argent ont été reçus du capitaine Alexeï Arkadievitch Stolypine et du lieutenant Mikhaïl Iourievitch Lermontov de Saint-Pétersbourg pour toute la maison moyenne »,. Mikhaïl Lermontov occupait deux pièces de la maison, avec des fenêtres donnant sur le jardin. C'est ici, sur un bureau, qu'il aurait écrit « Un héros de notre temps ».
Le 15 juillet 1841 (27 juillet dans le calendrier grégorien), il s'oppose dans un second duel à Nikolaï Martynov dans une clairière du mont Machouk (ru), une hauteur de la ville de Piatigorsk. Cette clairière est aujourd'hui une place ; la place du duel de Lermontov (ru). Vers 17 ou 18 heures, le duel a eu lieu et Lermontov a été mortellement blessé, d'une balle dans la poitrine. Comme dans le cas de Pouchkine, les circonstances de la mort de Lermontov ne sont pas claires, ce qui a donné naissance à diverses théories, notamment celle de l'assassinat. Lermontov est enterré dans le village de Tarkhany, dans l'oblast de Penza, où il avait passé son enfance.
Après la mort en 1873 de Vassili Tchilaïev, il est hérité par son fils Nikolaï V. Tchilaïev.
Le 9 mai 1882 (21 mai dans le calendrier grégorien), un journal destinés aux touristes allant à Mineralnye Vody parle de la maison ayant hébergé le poète et romancier.
En 1884, Alexandre Ostrovski, dramaturge russe, considéré par ailleurs comme le fondateur du théâtre russe, inaugure sur la maison une plaque commémorative où il y est écrit : « La maison dans laquelle vivait le poète M. I. Lermontov »,.

### Création du musée

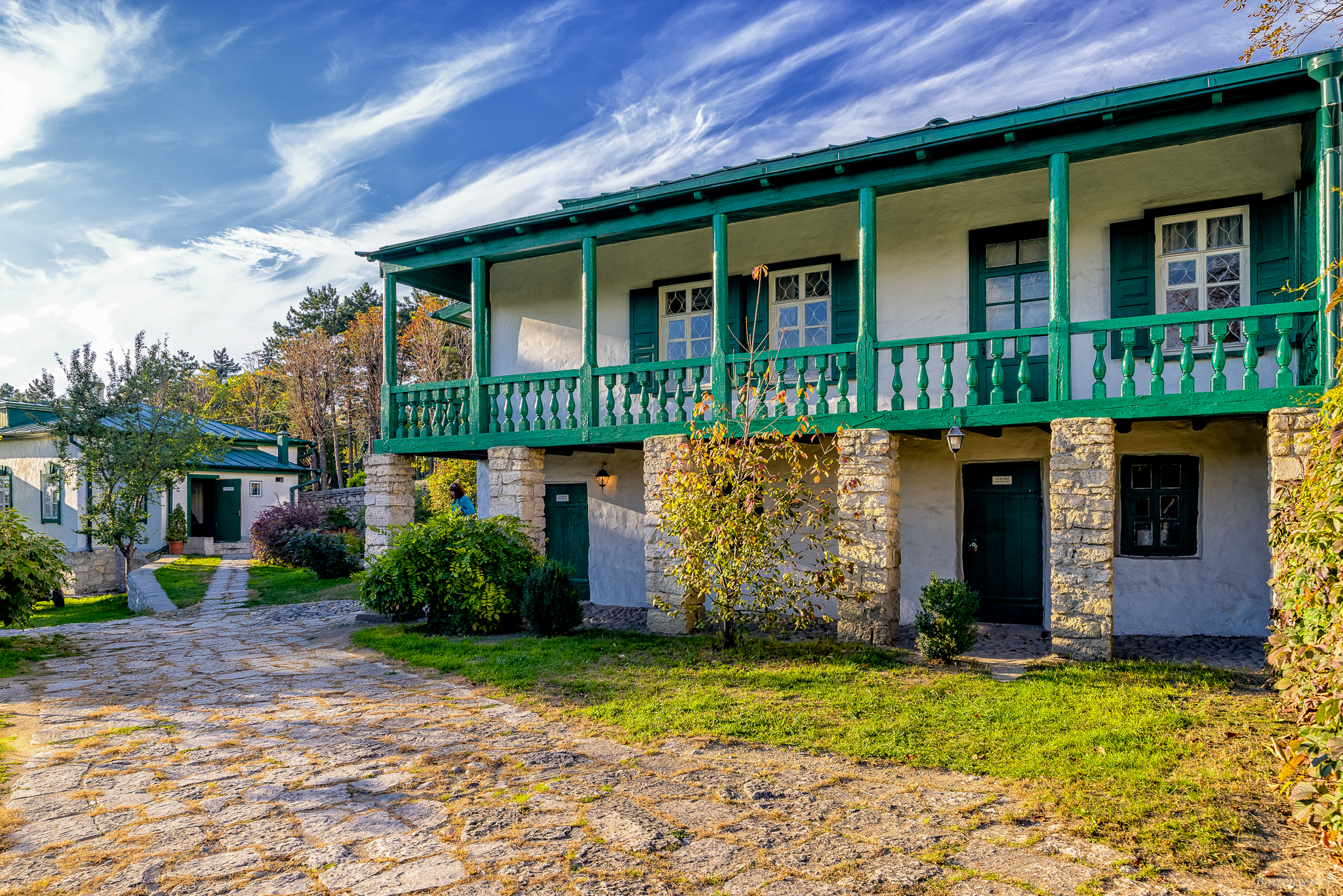
Maisons dans le domaine Oumanov.

En 1908, la presse souleva la question de l'achet de la maison à Pavel Semionovich Georgievski, le désormais propriétaire de la maison. Trois ans après, le 21 avril 1911 (4 mai dans le calendrier grégorien), la Douma de la ville de Piatigorsk a adopté la résolution suivante : « Acheter le domaine de Lermontov pour 15 000 roubles en faisant un prêt auprès de la banque de la ville ».
Après cela, la Société caucasienne des mines a demandé de lui fournir le domaine avec la maison de Lermontov pour placer dans le domaine le musée et le bibliothèque de la société, et dans l'aile de la maison où vivait le poète toutes les choses liées à Mikhaïl Lermontov et à ses ouvrages. La ville accepta, mais contraint la société à maintenir aux frais de la société un gardien pour la maison et veille à l'intégrité et à la sécurité du domaine historique.
En juin 1912, le musée de la ville libre de Lermontov est ouvert, et par la résolution n°82, il est peu après transféré à la Société Caucasienne des mines. Le musée dédié à Lermontov est officiellement ouvert le jour de l'anniversaire de la mort du poète par la Société, le 15 juillet 1912 (28 juillet dans le calendrier grégorien).
Les premières pièces authentiques furent données à la collection du musée par Ievguenia Chan-Guiraï, la cousine germaine de Mikhaïll Lermontov. Elle apporta d'ailleurs son bureau et fauteuil depuis Saint-Pétersbourg, bureau où de nombreuses de ses œuvres au poète furent écrites.
En 1916, le premier enregistrement du nombre de visiteurs est effectué, 620 personnes l'avaient alors visité.

### Période soviétique
En 1922, le musée est nationalisé, l'État soviétique en est désormais le propriétaire et le gestionnaire.
En 1937, la fréquentation était passée à plus de 65 000 personnes, et en 1938 plus de 87 000 personnes. L'année suivante, il y avait de nombreux jours où il y avait plus de 1 000 visiteurs, et parfois même 2 000 lors de certaines journées.
En juillet 1941, même pas un mois après l'entrée en guerre de l'Allemagne nazie contre l'URSS avec l'opération Barbarossa, le musée ainsi que celui des traditions locales de Piatigorsk sont fermés par le comité exécutif de la ville en raison du manque de fonds. Cependant, le Commissariat du peuple à l'éducation sur l'organisation d'expositions patriotiques en temps de guerre fit appel, et par ordre du commissaire du peuple à l'éducation Vladimir Potemkine du 2 septembre 1941, ils sont rouverts. Le personnel du musée organisa des expositions et conférences patriotiques alors que le pays était en guerre. Les vers du poème Borodino de Mikhaïl Lermontov furent suspendus au-dessus de l'entrée du musée ; « Nous nous tiendrons debout avec nos têtes - pour notre patrie »,,.
En janvier 1942, la ville de Rostov-sur-le-Don ressort victorieuse de la 1re bataille de Rostov face à l'Allemagne nazie. Mais elle n'en reste pas pour le moins en danger, et c'est alors que le 4 janvier 1942, il est décidé d'évacuer 27 boîtes contenant des expositions du musée régional des beaux-arts de Rostov vers Piatigorsk, où ces boîtes furent entreposées dans l'un des locaux du domaine de Lermontov.
Le 26 mai 1944, les objets sauvés, soit 221 peintures et dessins, 234 gravures et eaux-fortes, 42 objets en porcelaine, marbre et bronze, ont été redonnés au musée régional des beaux-arts de Rostov. Parmi les œuvres figuraient certaines d'Ivan Aïvazovski, de Viktor Vasnetsov, d'Isaac Levitan, de Constantin Korovine, d'Ilia Répine, de Valentin Serov et d'Ivan Chichkine. Ielizaveta Ivanova Iakovina, présidente du musée, ainsi que le personnel du musée M.F. Nikoleva et N.V. Kapiïeva, reçurent un certificat daté du 5 avril 1944, signé par le secrétaire du comité municipal de Piatigorsk du PCUS, qui déclarait qu'ils avaient sauvé les valeurs du musée du pillage par les Allemands.
En juin 1945, par décision du conseil d'administration du Commissariat du peuple à l'éducation de la RSFSR, le musée de la maison de Lermontov, qui relève du département de l'éducation de la ville de Piatigorsk, a été transféré à la gestion régionale, c'est-à-dire au kraï de Stavropol. Un critique d'art de Moscou du nom de N. P. Pakhomov a fait don au musée d'environ quarante peintures du peintre et dessinateur hongrois Mihály Zichy au musée.

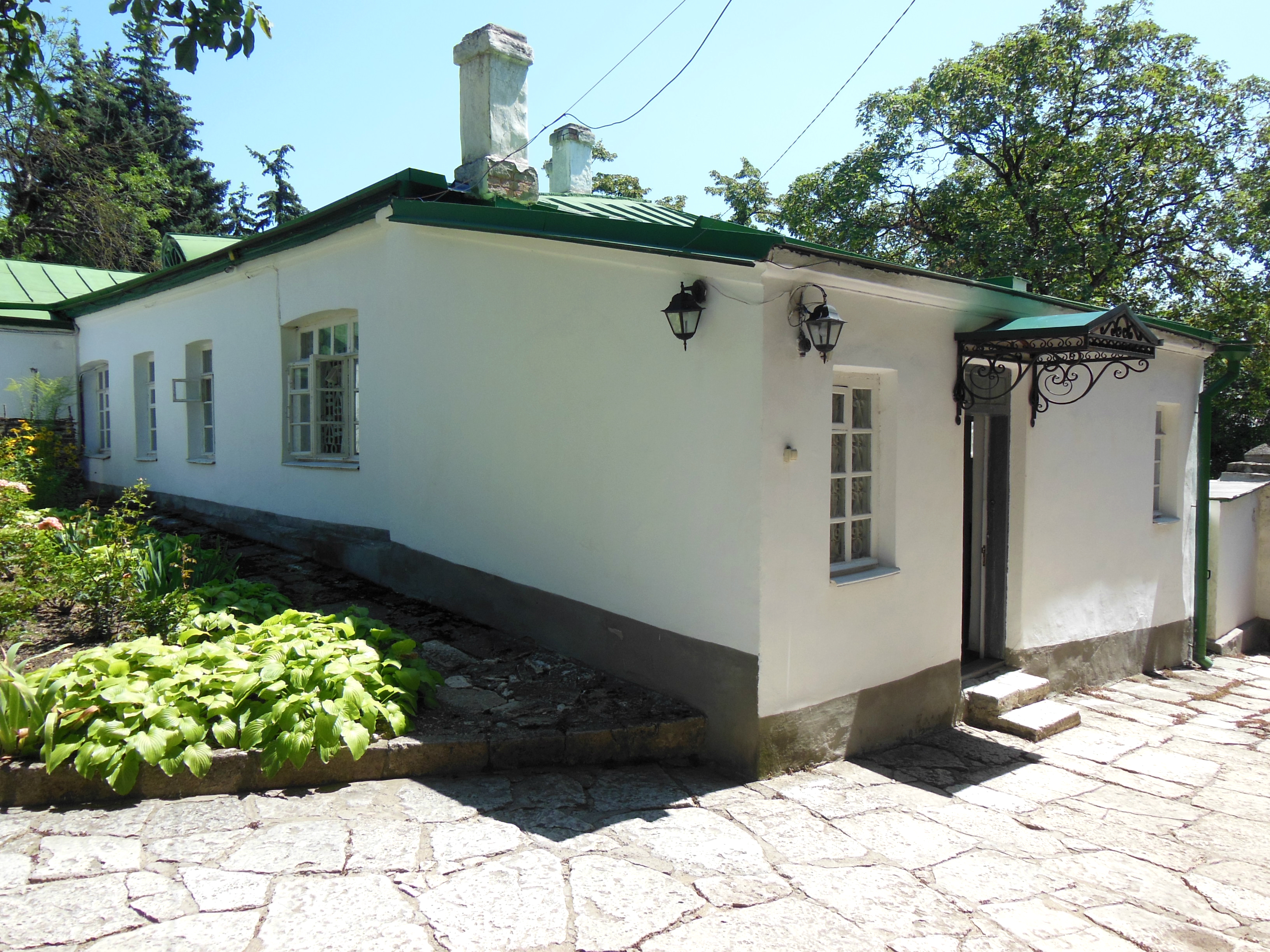
La maison Verziline.

En 1946, la maison Verziline fut rattachée au musée. Cette maison était un lieu, non loin du centre-ville de Piatrigorsk, où se rendait souvent Lermontov, et où d'ailleurs il fut d'ailleurs invité en duel, duel qui lui fit perdre la vie.
Le 11 février 1948, le « bulletin du Musée d'État « Maison de Lermontov » » a commencé à être publié, et l'est toujours.
Entre 1964 et 1967, une restauration a été effectuée dans la maison-musée, au cours de laquelle l'aspect d'origine a été rendu à la maison de Lermontov.
Depuis 1968, le musée organise des festivals de poésie de Lermontov, apportant une contribution importante à la vie culturelle de la région de Mineralnye Vody-Piatigorsk, qui ont lieu chaque année en octobre, le jour de l'anniversaire du poète, le 15 octobre 1814. Au cours de ces évènements annuels, des poètes, écrivains ont visité le festival comme Irakli Andronikov, Viktor Manouïlov (ru), Boulat Okoudjava, Mikhaïl Doudine (en), Andreï Dementiev (en) et d'autres.
Le 7 juin 1973, le musée « Maison de Lermontov » a été transformé en musée-réserve d'État de Mikhaïl Iourievitch Lermontov, donc sous propriété fédérale,. Cette année-là, le musée fut visité par 197 000 personnes.
En février 1979, une nouvelle exposition « Lermontov aux Beaux-Arts » a été ouverte dans le domaine restauré d'Oumanov. Dans le même temps, la restauration de l'ancienne maison de V. I. Tchiliaïev (nommée Tchiladze) a été achevée, où se trouvait la bibliothèque scientifique. Le musée a reçu le prix du ministère de la Défense de la fédération de Russie dans le domaine de la culture et de l'art pour 2018 pour des projets culturels et éducatifs dans le domaine de la bibliothéconomie, du travail muséal, de l'art populaire, littéraire, théâtral, musical et visuel.
Dans les années 1980, le musée avait sa plus haute fréquentation, avec plus de 200 000 personnes en moyenne chaque année, dont près de 8 000 excursions de diverses institutions, que ce soit des écoles, des clubs, ou encore des voyages organisés pour les travailleurs.

## De nos jours: activités culturelles
Aujourd'hui, la fréquentation du musée est d'environ 130 000 personnes chaque année, avec plus de 3 000 excursions qui y sont organisées. Ces excursions représentent une part importante des visiteurs, le nombre d'écoliers, lycéens et étudiants s'élèvent à 30 000 visiteurs annuellement.

### Évènements
Chaque 27 juillet, jour de la mort du poète, la soirée poétique « Montagnes bleues du Caucase » est organisée au musée, avec la participation d'écoliers, d'invités, d'artistes de la Société philharmonique de Kislovodsk, de poètes, d'acteurs de théâtre en tournée à Mineralnye Vody.
Le musée bénéficie de l'aide de nombreux admirateurs de Mikhaïl Lermontov. Ce sont des scientifiques, des compositeurs, des écrivains et des personnalités publiques bien connus, des dirigeants de la ville et de la région du Caucase de Mineralnye Vody. Grâce aux aides et dons, le musée parvient à organiser chaque année ces festivals panrusses de poésie de Lermontov, avec déjà plus de 30 éditions.
Au cours de l'année, environ 70 soirées littéraires ainsi que concerts sont organisés dans le musée et dans des écoles, universitaires, sanatoriums et bases militaires environnantes. On peut citer parmi les soirées celle consacrée au poème « Mon Arbenin » de Nikolai Mordvinov ; celle consacrées aux poésies d'Alexandre Pouchkine, Sergueï Essénine, Constantin Simonov, Mikhaïl Boulgakov, Rassoul Gamzatov, Vladimir Vyssotski, Pavel Antokolski ; ainsi que des soirées de chansons de barde. Il y a aussi des soirées consacrées à la Journée des musées et au Jour de la Victoire. La Philharmonie de Kislovodsk est impliquée dans ses évènements, cette Philharmonie étant à la fois réputée et proche géographiquement.
Des conférences sont menées par les chercheurs du musée, souvent en lien avec l'artiste, comme sur Lermontov et le Caucase, sur ses œuvres, sur son duel et la mort qui s'ensuivit, ou sur certains de ses poèmes (par exemple sur Le Démon, Le Chant du marchand Kalachnikov (en) ou le Le Novice (en)). Outre l'artiste, des conférences traitent des personnalités liées à la région de Mineralnye Vody, aux Décarbistes exilés dans le Caucase, ou autres.

### En lien avec l'éducation
En lien avec le Département de l'éducation de la ville de Piatigorsk, de nombreux travaux sont menés avec les écoliers et étudiants de la ville et de sa région. Des leçons ont lieu dans le musée sur les œuvres et l'époque de l'artiste. Des évènements caritatifs pour les orphelins, enfants dans les services sociaux, enfants victimes des guerres de Tchétchénie sont organisées régulièrement. Par ailleurs, un programme d'étude du musée enseigne l'étude des musées du pays.
Il y a aussi des cours sur l'histoire locale littéraire, l'histoire de l'art et sur l'architecture de Piatigorsk pour les écoliers. pour les plus petits, des cours sont sur l'enseignement général du musée, sur la photographie ou sur l'art. Des évènements théâtraux sont organisés par et pour les écoliers. Il y a par ailleurs des concours pour les écoliers pour les meilleurs essais, poèmes, peintures, dessins, œuvres d'art représentant Lermontov, avec les résultats diffusés sur la télévision et la radio régionale. Les œuvres soumises sont par ailleurs exposées dans le musée.
Ainsi, l'exposition « Enfants à Lermontov » est renouvelée chaque année par les nouvelles œuvres lors de chaque anniversaire de l'artiste.

### Partenariats
Le musée travaille en contact étroit avec la radio et la télévision régionale de Piatigorsk, afin d'y organiser des concours régionaux. Il y a aussi des émissions radios et télés dédiées au musée. Le 220e anniversaire de la ville de Piatigorsk et le 200e anniversaire de Mineralnye Vody furent organisées en lien avec le musée.
Au cours de son existence, le musée a développé des expositions itinérantes, traversant les villes et villages de la région. Une expédition itinérante permanente a lieu sur « la vie et l'œuvre de Lermontov ». Il y en a aussi sur des œuvres d'artistes locaux et contemporains. Dans les sanatoriums (la région en est riche, particulièrement à Mineralny Vody qui veut littéralement dire « Eaux minérales »), écoles et universités le personnel exposent aussi ses travaux comme l'exposition sur Alexandre Opekouchine et sur Irakli Andronikov. Les thèmes sont au-delà de ceux de Lermontov ; avec des expositions sur les Décabristes Alexandre Bestoujev, Alexandre Odoïevski, etc.
Une aide au mécénat a été apportée à l'organisation des expositions dans des écoles et entreprises.

## Activités de recherche

### Relations scientifiques
Les premières études scientifiques sérieuses de la vie et de l'œuvre de Lermontov, l'environnement caucasien du poète, la ville de Piatigorsk remontent à 1915-1916, lorsque la Société caucasienne des mines, plus particulièrement l'un de ses membres de son conseil d'administration du nom de D.M. Pavlov, aussi professeur au gymnasium masculin de Piatigorsk, élaboré un programme d'activités scientifiques.
Durant les années 1930, la maison de Lermontov a entamé des liens avec l'Institut de littérature russe de l'Académie des sciences de l'URSS ; nommée la Maison Pouchkine. Des scientifiques du musée de Lermontov sont passées d'ailleurs à la Maison Pouchkine. En 1938, la Maison Pouchkine envoyée à Piatigorsk pour former des guides pour le musée et organiser le travail scientifique, a compilé le premier ouvrage scientifique sur la vie et l'œuvre de Lermontov. Boris Eichenbaum fut envoyé à Piatigorsk pour aider le musée, ainsi que le critique d'art N. P. Pakhomov.
Encore aujourd'hui, des échanges mutuels, travaux et autres conférences sont régulièrement organisés entre les deux institutions, mais le musée communique aussi avec d'autres institutions.
En 1996, le musée développa le programme "Parnasse russe", adopté par le comité exécutif de l'Association des clubs UNESCO du sud de la Russie. Grâce à ce programme, le musée a passé la première étape du concours ouvert de projets muséaux Musée au seuil du XXIe siècle dans le cadre du programme Culture et Art et a été admis à participer à la deuxième étape du concours .
En 1991 fut créée la Lermontov Heritage Association, regroupant 190 descendants de l'auteur. Le musée est en contact avec l'organisation dans le but d'échanges.
Le musée fonda le fonds international M. Iou. Lermontov pour rassembler ce qui est en lien avec le poète.

### Publications
Les employés du musée-réserve d'État préparent et publient régulièrement des recueils des œuvres du poète, des monographies ainsi que des recueils d'articles. Le personnel du musée a d'ailleurs participé à la publication de l'Encyclopédie de Lermontov. Plus généralement, leurs articles, scientifiques, sur Lermontov, la région du Caucase sont relayées par les journaux régionaux et parfois même nationaux. Des livrets sur le musée, les lieux de Lermontov à Piatigorsk, sur Mineralnye Vody et d'autres ont été publiées par l'institution. En tout, le musée-réserve a publié plus d'un millier d'ouvrages dans la presse et les revues.
La bibliothèque scientifique du musée dispose par ailleurs de l'ensemble des articles publiés par le musée.
Depuis le 11 février 1948, le « bulletin du Musée d'État « Maison de Lermontov » » a commencé à être publié, et l'est toujours, soit 75 ans de publication continue en 2023.

## Description
La surface des expositions permanentes est de 641,1 m2, celle des expositions temporaires de 500 m2 tandis que celle des entrepôts est de 69,2 m2. Le parc a lui une superficie de 1,5 hectare. Le musée emploie 34 personnes, dont 14 scientifiques. Le nombre d'objets est de 58 500 items, dont 30 434 objets du fonds principal.

### Expositions
Liste des expositions principales:
- Mikhaïl Lermontov dans le Caucase
- Mikhaïl Lermontov dans les beaux-arts
- Mikhaïl Lermontov en musique
- Visite des lieux de Lermontov à Piatigorsk, à Mineralnye Vody
- Excursion à la nécropole de Piatigorsk
- Visite guidée de l'ancien Piatigorsk
- Excursion à la maison de Mikhaïl Lermontov

### Principaux évènements
Liste des principaux évènements, où sont organisées des festivités:
- 18 mai : Journée internationale des musées ;
- 27 juillet : Jour commémoratif de Mikhaïl Lermontov (jour de sa mort) ;
- 15 octobre : Anniversaire de Mikhaïl Lermontov ;
- Samedi le plus proche du 18 mai : Nuit européenne des musées.  date d'ouverture - 27/07/1912

### Collection
La collection du musée, riche sur l'auteur, s'est développée et agrandie au fil des années grâce aux dons. Sa collection, et surtout sa bibliothèque scientifique contenant plusieurs dizaines de milliers d'éditions rares, est la fierté du musée. Le musée possède une vaste collections de livres sur les lectures de Lermontov, sur Lermontov, sur l'histoire de l'art, du théâtre et de la musique, ainsi que sur le Caucase, en particulier de nouveaux ouvrages sur cette région-ci.

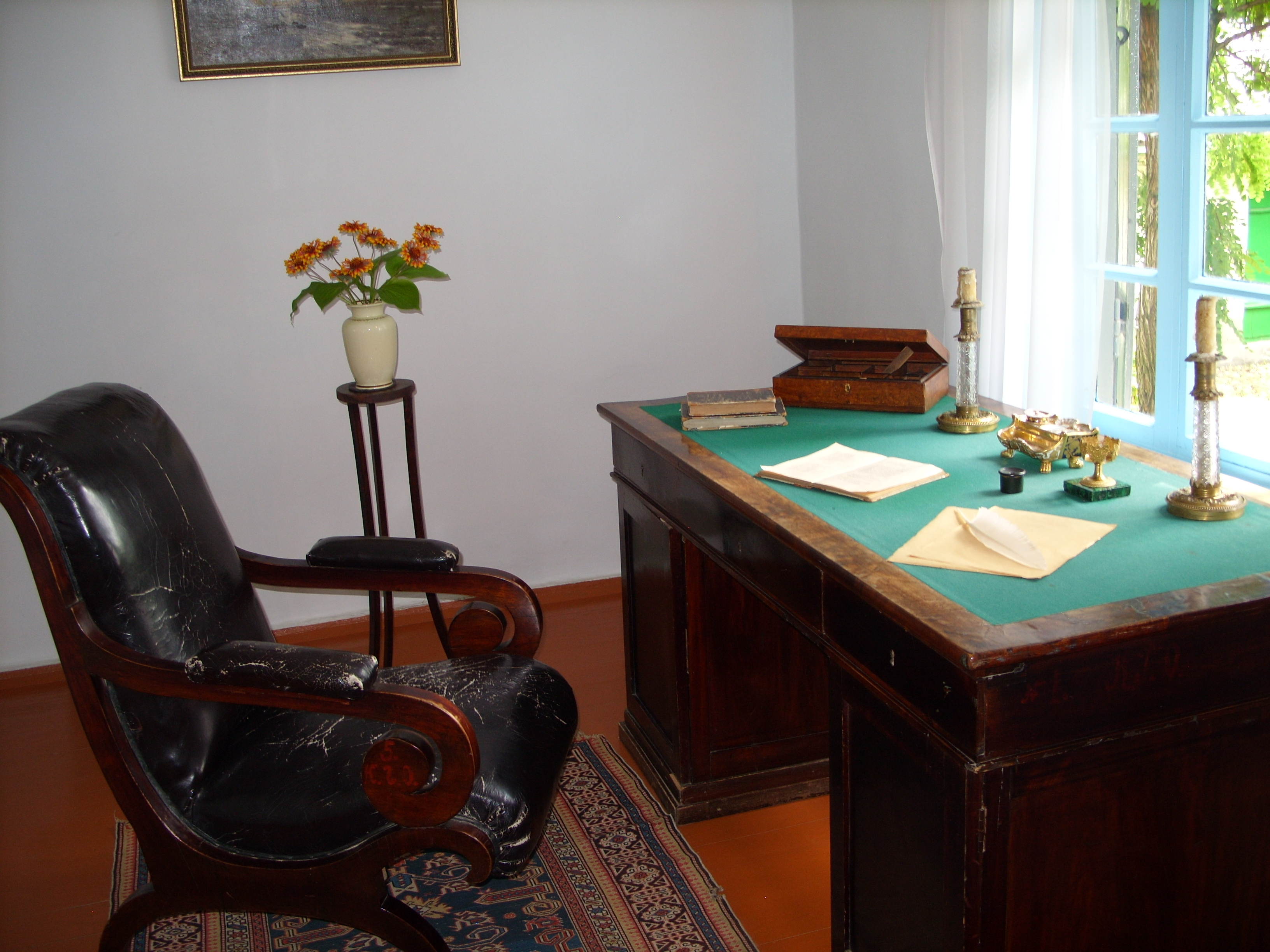
Bureau et fauteuil de Mikhaïl Lermontov exposée.

Dès 1912, la cousine germaine de Mikhaïll Lermontov, Ievguenia Chan-Guiraï, donne le bureau et fauteuil du poète depuis Saint-Pétersbourg, bureau où de nombreuses de ses œuvres au poète furent écrites. Elle déclara d'ailleurs, à Saint-Pétersbourg, juste avant le départ pour Piatigorsk, que « Avec ce tableau, comme disait mon père, il avait beaucoup de souvenirs du poète. Derrière lui, il lisait ses ouvrages à son père. À la veille du dernier départ de Lermontov de Pétersbourg, ils ont trié les papiers ensemble, les vieux manuscrits du poète rangés dans les tiroirs de son bureau, sélectionnant les poèmes nécessaires pour un nouveau recueil, les manuscrits inutiles ont été brûlés dans la cheminée ».
Le musée rassemble dans ses salles ce qui reflète sa vie dans le Caucase, l'histoire de la création de ses œuvres, la réception de ses œuvres, etc. Il rassemble aussi de très nombreux items représentant le poète. Au total, le musée garde environ 60 000 objets, la majeure partie se trouvant dans des réserves. Encore aujourd'hui, le musée collecte de nouvelles œuvres, dont certaines uniques comme la première publication dans le magazine Sovremennik, de 1837, du poème Borodino de Lermontov, la commande originale de ce poème signée par Mikhaïl Koutouzov, ainsi que des balles et chevrotines ramassées sur le champ de bataille de Borodino. Pour catégoriser, le musée rassemble des éléments picturaux, écrits et vestimentaires.
Concernant les éléments picturaux figure la peinture de Lermontov « Vue de la montagne de la Croix », des sculptures de Vassili Stamov (ru), l'auteur du monument en l'honneur de Lermontov à Penza, ainsi que des maquettes d'autres monuments en son honneur. Dans les quelques maisons du musée, on peut découvrir le Caucase du Nord à travers les peintures exposées.
Dans les fonds écrits, on retrouve les archives personnelles du propriétaire du domaine d'alors V. I Tchilaïev, dont le carnet de reçu indiquant : « 100 roubles d'argent ont été reçus du capitaine Alexeï Arkadievitch Stolypine et du lieutenant Mikhaïl Iourievitch Lermontov de Saint-Pétersbourg pour toute la maison moyenne »,, ce document étant le plus précieux car montrant que l'artiste a séjourné dans la maison. Il y a aussi le véritable extrait du livre paroissial de 1841, délivré par le clergé de la cathédrale du Christ-Sauveur de Piatigorsk, éclairant les circonstances de la mort et des funérailles du poète. De cet extrait ressort que Lermontov n'a pas reçu de funérailles chrétiennes. Le musée possède de très vastes archives de l'Encyclopédie de Lermontov, données par la Maison Pouckine et la maison d'édition de l'Encyclopédie soviétique.
Certains éléments sont uniques, constituées à partir des archives personnelles d'écrivains, de scientifiques, du personnel du musée, comme les extraits de l'ancien conservateur en chef du musée, qui était aussi chef des archives de Piatigorsk et de Stavropol, S.I. Nedoumov. Une partie de la documentation préparatoire pour le film Lermontov, sorti en 1986, réalisé par Nikolaï Bourliaïev, a été transférée au musée, dont le scénario original. Le musée collectionne plus de 15 000 cartes postales du Caucase, avec de nombreuses publications rares de la fin du XIXe et du début du XXe siècle. Le musée stocke de la porcelaine de Saint-Pétersbourg en lien avec son environnement noble à l'auteur, ainsi que des plats en cuivre de Moscou.
En termes vestimentaires, beaucoup d'éléments représentant la vie quotidienne d'alors, mais aussi les vêtements de l'officier (il était militaire) et de son environnement noble. Le musée rassemble aussi des accoutrements de Ciscaucasie et de ses peuples, Kabardes, Ossètes, Darguines, Tchétchènes, et autres.
De nombreux costumes de ses pièces s'y trouvent, dont ceux de Mascarade ;  montres, gants, lorgnette ou encore bague avec une grosse pierre déguisant un récipient secret pour le poison, tous des objets de l'ère de Lermontov. Enfin, une collection d'armes a été accumulée, poignards caucasiens (en), des fusils, un pistolet de cavalerie de l'époque des guerres napoléoniennes ou encore une balle « Koutchenreuther », similaire à celle de Nikolaï Martynov ayant tué Mikhaïl Lermontov.

### Bâtiments

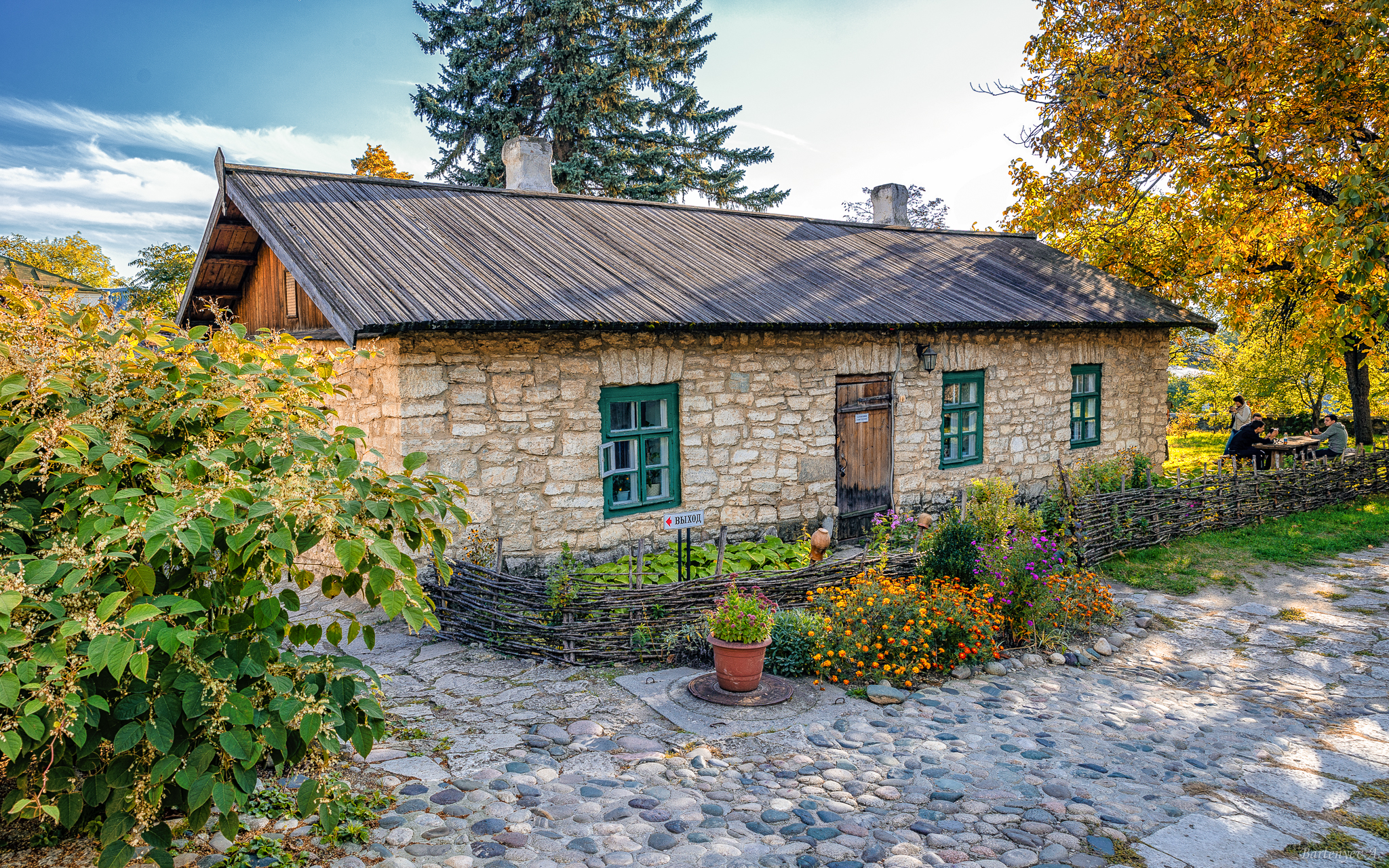
Une des maisons appartenant au musée-réserve.

Sur le territoire du musée se trouvent :
- La maison de Lermontov ;
- Maison du général P.S. Verziline ;
- Aile de V. P. Oumanov ;
- Maison Aliabiev ;
- Maison de V. I. Tchilaïev ;
- Maison de V.P. Oumanova ;
- Cuisine de V. P. Oumanov ;
- Écurie et ménage bâtiments sur le domaine de V. I. Tchilaïev.

## Dirigeants
Gestionnaires
- 1923 - V. I. Iegorov-Khopiorski ;

Directeurs
- 1937-1951 - Ielizaveta Ivanovna Iakovkina ;
- 1951-1968 - Alexandra Ilyinitchna Grebenkova[19],[20] ;
- 1968-1987 - Pavel Ievdokimovich Selegueï ;
- 1987-1994 - Loudmila Ivanovna Morozova ;
- 1994-2008 - Svetlana Gavrilovna Safarova ;
- Depuis le 17 mars 2008 - Irina Viatcheslavovna Safarova.